# Lijst van parken en reservaten in Frankrijk

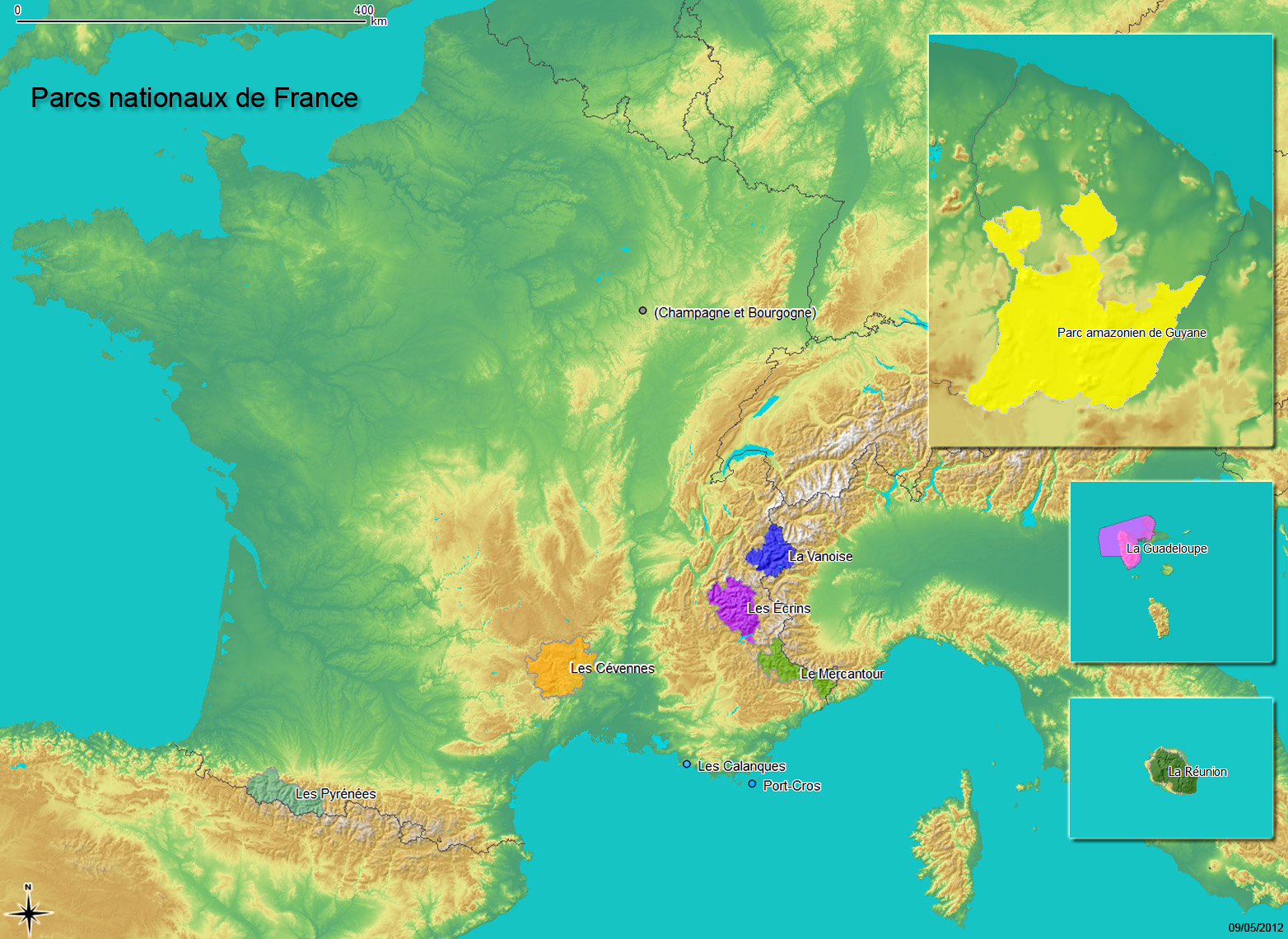
Nationale Parken in Frankrijk

Parken en reservaten in Frankrijk. Zie ook Natuur in Frankrijk.

## Nationale parken
- Nationaal park Calanques
- Nationaal park Cevennen
- Nationaal park Vanoise
- Nationaal park Écrins
- Nationaal Park Pyreneeën
- Nationaal park Mercantour
- Nationaal park Port-Cros
- Nationaal Park Guadeloupe
- Nationaal Park Réunion
- Nationaal Park Guyana
- Nationaal park Forêts

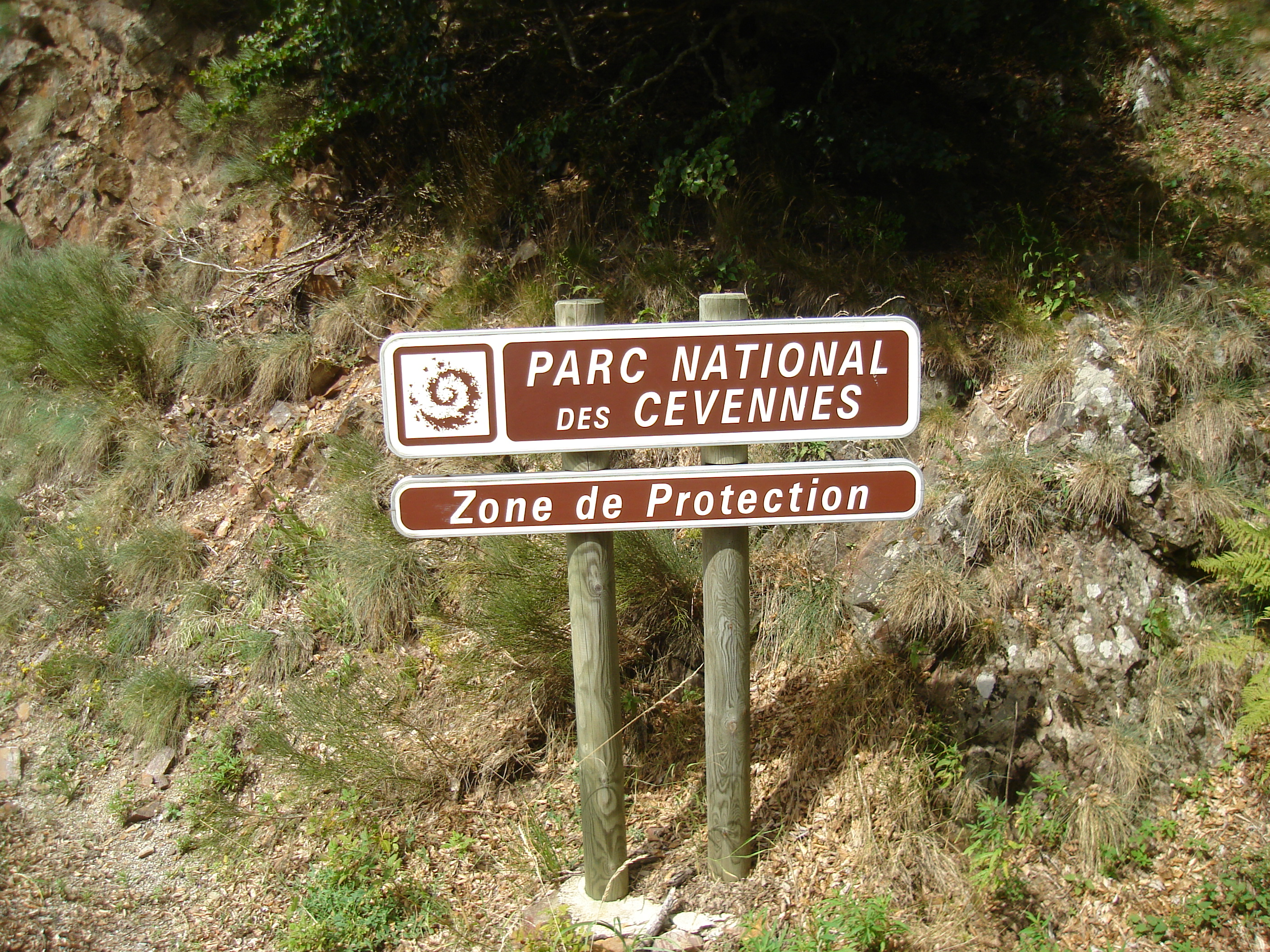
Aanduiding van een nationaal park

Nationale parken in Frankrijk worden beheerd en onderhouden door Parcs Nationaux de France. Elk nationaal park heeft een toeristisch bureau, het Maison du Parc. Elk Frans nationaal park bestaat uit een coeur (kernzone) met strenge regels en een aire d'adhésion (randzone) waar veel minder strenge beschermingsregels gelden.

## Natuurreservaten
Daarnaast worden in Frankrijk zo'n 30 000 hectare natuur beschermd in een natuurreservaat (réserve naturelle nationale) onder de koepel van Réserves naturelles de France (RNF). Deze 349 natuurreservaten worden beheerd door de Franse staat, de regionale overheid of een beherende organisatie.

## Regionale natuurparken

Overzichtskaart Franse regionale natuurparken

Logo van een regionaal natuurpark

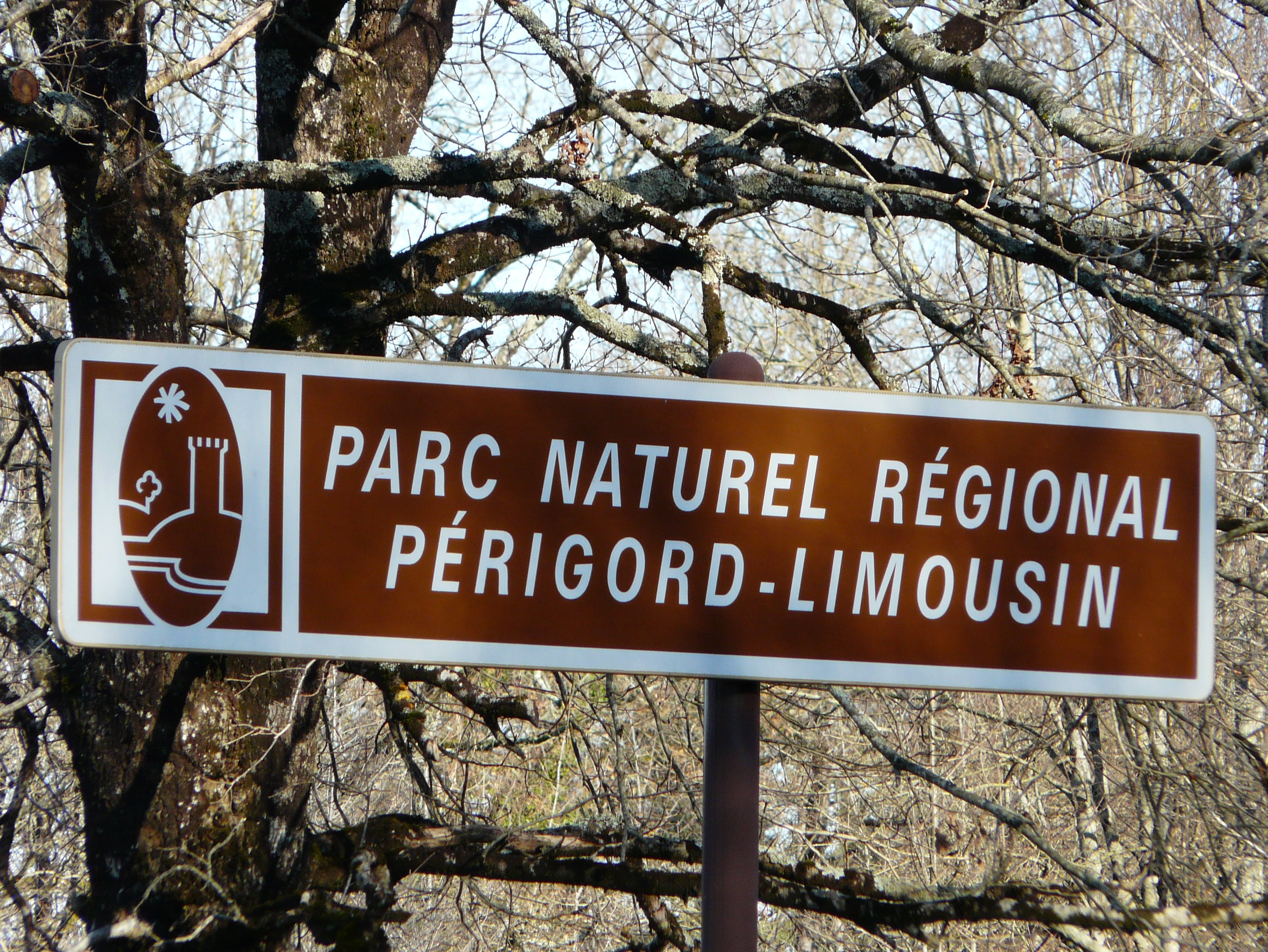
Aanduiding van een regionaal natuurpark

In het kader van duurzame ontwikkeling kunnen Regio's op hun territorium een natuurpark creëren indien er een fragiel evenwicht en een rijk maar bedreigd natuurpatrimonium aanwezig is. Een regionaal natuurpark (Frans: parc naturel régional) is dus een gebied in Frankrijk waarbinnen men tracht het landschappelijk en cultureel erfgoed te bewaren (te vergelijken met een Nederlands nationaal landschap, een Duits Naturpark of een Britse Area of Outstanding Natural Beauty). Het gaat om gebieden met een typisch landschap en erfgoed. De regionale natuurparken werden opgericht sinds 1967. Er zijn 59 parcs naturels régionaux in Frankrijk. Een Frans regionaal natuurpark - dat geen reglementaire bevoegdheden heeft- mag niet verward worden met een Frans nationaal park (parc national) of een Frans natuurreservaat (réserve naturelle), waarin de natuur veel strenger beschermd wordt. Elk regionaal natuurpark heeft een eigen logo; een groene ovaal met daarop in het wit enkele typische landschappen, dieren, erfgoed van de streek.

### De procedure
Eerst geeft de regio een gemotiveerd advies, vervolgens vindt er een publieke enquête plaats onder de departementen, communes en verenigde communes. Tot slot wordt het hele dossier overgemaakt aan de minister van milieu die de klassering van het gebied gebiedt per decreet. De omgekeerde weg is ook mogelijk, dan spreken we over declassering.

### Juridisch regime
Enerzijds blijft het algemene recht van toepassing op de regionale natuurparken. Anderzijds krijgt het park bepaalde voorrechten die zijn vastgelegd in haar reglement (chartre). Dit document is heel belangrijk want het wordt zelfs bij het hiervoor genoemde decreet van klassering gevoegd. Ook is het zo dat bepaalde urbanisatiedocumenten van de Communes in overeenstemming moeten zijn moet dit reglement. Hierbij denken we aan SCOT (schéma de cohérence territoriale) en PLU (plan local d'urbanisme). Nochtans heeft het reglement, noch normatieve waarde noch de waarde van deze urbanisatiedocumenten. Het reglement bestaat uit een rapport dat de doelstellingen en fundamentele principes bevat, een plan dat de verschillende zones aangeeft en de bijlagen.

### Juridisch statuut
Statuut van 'syndicat mixte', met als voornaamste bevoegdheid het geven van advies.

### Lijst
| Naam | Oprichtingsdatum  | Regio('s)                                        | Oppervlakte (km²) | Bevolkingsaanlak(2010) | Bevolkingsdichtheid (2010) | Nummer op de kaart |
| --- | ----------------- | ------------------------------------------------ | ----------------- | ---------------------- | -------------------------- | ------------------ |
| Parc naturel régional Scarpe-Escaut                                                                     | 13 september 1968 | Hauts-de-France                                  | 485               | 190.000                | 391,8                      | R01                |
| Parc naturel régional d'Armorique                                                                       | 30 september 1969 | Bretagne                                         | 1.250             | 63.560                 | 50,8                       | R02                |
| Parc naturel régional de Camargue                                                                       | 25 september 1970 | Provence-Alpes-Côte d'Azur                       | 1.200             | 7.436                  | 6,2                        | R03                |
| Parc naturel régional de Brière                                                                         | 16 oktober 1970   | Pays de la Loire                                 | 490               | 75.000                 | 153,1                      | R04                |
| Parc naturel régional de la Forêt d'Orient                                                              | 16 oktober 1970   | Grand Est                                        | 802               | 23.292                 | 29,0                       | R05                |
| Parc naturel régional des Landes de Gascogne                                                            | 16 oktober 1970   | Nouvelle-Aquitaine                               | 3.153             | 60.500                 | 19,2                       | R06                |
| Parc naturel régional du Morvan                                                                         | 16 oktober 1970   | Bourgogne-Franche-Comté                          | 2.909             | 51.357                 | 17,7                       | R07                |
| Parc naturel régional du Vercors                                                                        | 16 oktober 1970   | Auvergne-Rhône-Alpes                             | 2.063             | 46.000                 | 22,3                       | R08                |
| Parc naturel régional de Corse                                                                          | 12 mei 1972       | Corsica                                          | 3.750             | 26.700                 | 7,1                        | R09                |
| Parc naturel régional du Haut-Languedoc                                                                 | 22 oktober 1973   | Occitanië                                        | 2.605             | 82.000                 | 31,5                       | R10                |
| Parc naturel régional des Boucles de la Seine normande vroegere naam parc naturel régional de Brotonne. | 17 mei 1974       | Normandië                                        | 810               | 58.000                 | 71,6                       | R11                |
| Parc naturel régional de Lorraine                                                                       | 17 mei 1974       | Grand Est                                        | 2.194             | 72.090                 | 32,9                       | R12                |
| Parc naturel régional du Pilat                                                                          | 17 mei 1974       | Auvergne-Rhône-Alpes                             | 700               | 56.137                 | 80,2                       | R13                |
| Parc naturel régional Normandie-Maine                                                                   | 23 oktober 1975   | Normandië, Pays de la Loire                      | 2.622             | 95.600                 | 36,5                       | R14                |
| Parc naturel régional des Vosges du Nord                                                                | 14 februari 1976  | Grand Est                                        | 1.220             | 76.000                 | 62,3                       | R15                |
| Parc naturel régional de la Martinique                                                                  | 10 september 1976 | Martinique                                       | 630               | 100.000                | 158,7                      | R16                |
| Parc naturel régional de la Montagne de Reims                                                           | 28 september 1976 | Grand Est                                        | 530               | 34.215                 | 64,6                       | R17                |
| Parc naturel régional du Luberon                                                                        | 31 januari 1977   | Provence-Alpes-Côte d'Azur                       | 1.747             | 151.718                | 86,8                       | R18                |
| Parc naturel régional du Queyras                                                                        | 31 januari 1977   | Provence-Alpes-Côte d'Azur                       | 603               | 2.300                  | 3,8                        | R19                |
| Parc naturel régional des Volcans d'Auvergne                                                            | 25 oktober 1977   | Auvergne-Rhône-Alpes                             | 3.897             | 87.690                 | 22,5                       | R20                |
| Parc naturel régional de la Haute Vallée de Chevreuse                                                   | 11 december 1985  | Île-de-France                                    | 633               | 109.000                | 172,2                      | R21                |
| Parc naturel régional Livradois-Forez                                                                   | 4 fébruari 1986   | Auvergne-Rhône-Alpes                             | 3.220             | 109.030                | 33,9                       | R22                |
| Parc naturel régional des Caps et Marais d'Opale                                                        | 12 februari 1986  | Hauts-de-France                                  | 1.320             | 186.500                | 141,3                      | R23                |
| Parc naturel régional du Haut-Jura                                                                      | 21 april 1986     | Bourgogne-Franche-Comté, Auvergne-Rhône-Alpes    | 1.700             | 82.000                 | 48,2                       | R24                |
| Parc naturel régional des Ballons des Vosges                                                            | 5 juni 1989       | Grand Est, Bourgogne-Franche-Comté               | 2.915             | 256.000                | 87,8                       | R25                |
| Parc naturel régional de la Brenne                                                                      | 22 december 1989  | Centre-Val de Loire                              | 1.766             | 32.758                 | 18,5                       | R26                |
| Parc naturel régional des Marais du Cotentin et du Bessin                                               | 14 mei 1991       | Normandië                                        | 1.450             | 64.500                 | 44,5                       | R27                |
| Parc naturel régional de la Chartreuse                                                                  | 6 mei 1995        | Auvergne-Rhône-Alpes                             | 767               | 46.300                 | 60,4                       | R28                |
| Parc naturel régional des Grands Causses                                                                | 6 mei 1995        | Occitanië                                        | 3.270             | 68.545                 | 21,0                       | R29                |
| Parc naturel régional du Vexin français                                                                 | 9 mei 1995        | Île-de-France                                    | 710               | 78.000                 | 109,9                      | R30                |
| Parc naturel régional du Massif des Bauges                                                              | 7 december 1995   | Auvergne-Rhône-Alpes                             | 900               | 60.000                 | 66,7                       | R31                |
| Parc naturel régional Loire-Anjou-Touraine                                                              | 30 mei 1996       | Centre-Val de Loire, Pays de la Loire            | 2.709             | 181.000                | 66,8                       | R32                |
| Parc naturel régional du Verdon                                                                         | 3 maart 1997      | Provence-Alpes-Côte d'Azur                       | 1.770             | 19.585                 | 11,1                       | R33                |
| Parc naturel régional du Perche                                                                         | 16 januari 1998   | Centre-Val de Loire, Normandië                   | 1.820             | 74.000                 | 40,7                       | R34                |
| Parc naturel régional de l'Avesnois                                                                     | 13 maart 1998     | Hauts-de-France                                  | 1.250             | 131.000                | 104,8                      | R35                |
| Parc naturel régional Périgord Limousin                                                                 | 16 maart 1998     | Nouvelle-Aquitaine                               | 1.800             | 49.661                 | 27,6                       | R36                |
| Parc naturel régional du Gâtinais Français                                                              | 4 mei 1999        | Île-de-France                                    | 756               | 82.153                 | 108,7                      | R37                |
| Parc naturel régional des Causses du Quercy                                                             | 1 oktober 1999    | Occitanië                                        | 1.757             | 26.000                 | 14,8                       | R38                |
| Parc naturel régional de Guyane                                                                         | 26 maart 2001     | Frans-Guyana                                     | 2.247             | 8.106                  | 3,6                        | R39                |
| Parc naturel régional des Monts d'Ardèche                                                               | 9 april 2001      | Auvergne-Rhône-Alpes                             | 2.280             | 76.000                 | 32,5                       | R40                |
| Parc naturel régional de la Narbonnaise en Méditerranée                                                 | 18 december 2003  | Occitanië                                        | 801               | 28.000                 | 35,0                       | R41                |
| Parc naturel régional Oise-Pays de France                                                               | 15 januari 2004   | Hauts-de-France, Île-de-France                   | 600               | 110.000                | 183,3                      | R42                |
| Parc naturel régional des Pyrénées catalanes                                                            | 5 maart 2004      | Occitanië                                        | 1.371             | 21.000                 | 15,3                       | R43                |
| Parc naturel régional de Millevaches en Limousin                                                        | 18 mei 2004       | Nouvelle-Aquitaine                               | 3.143             | 38.696                 | 12,3                       | R44                |
| Parc naturel régional des Alpilles                                                                      | 30 januari 2007   | Provence-Alpes-Côte d'Azur                       | 510               | 46.000                 | 90,2                       | R45                |
| Parc naturel régional des Pyrénées ariégeoises                                                          | 30 mei 2009       | Occitanië                                        | 2.465             | 42.000                 | 17,0                       | R46                |
| Parc naturel régional des Ardennes                                                                      | 23 december 2011  | Grand Est                                        | 1.160             | 76.000                 | 65,5                       | R47                |
| Parc naturel régional des Préalpes d'Azur                                                               | 30 maart 2012     | Provence-Alpes-Côte d'Azur                       | 889               | 31.270                 | 35,2                       | R48                |
| Parc naturel régional du Marais poitevin                                                                | 20 mei 2014       | Pays de la Loire, Nouvelle-Aquitaine             | 1.973             | 195.000                | 98,8                       | R49                |
| Parc naturel régional du Golfe du Morbihan                                                              | 2 oktober 2014    | Bretagne                                         | 641               | 110.000                | 171,6                      | R50                |
| Parc naturel régional des Baronnies provençales                                                         | 26 januari 2015   | Auvergne-Rhône-Alpes, Provence-Alpes-Côte d'Azur | 1506              | 31.164                 | 20,7                       | R51                |
| Parc naturel régional de la Sainte-Baume                                                                | 20 december 2017  | Provence-Alpes-Côte d'Azur                       | 810               | 58.500                 |                            | R52                |
| Parc naturel régional de l'Aubrac                                                                       | 23 mei 2018       | Auvergne-Rhône-Alpes, Occitanië                  | 2282              | 33 000                 | 72,2                       | R53                |
| Parc naturel régional du Médoc                                                                          | 26 mei 2019       | Nouvelle-Aquitaine                               | 2334              | 102 750                | 44,0                       | R54                |
| Parc naturel régional de la Baie de Somme Picardie Maritime                                             | 28 juli 2020      | Hauts-de-France                                  | 1345              | 109 496                | 81,4                       | R55                |
| Parc naturel régional du Mont-Ventoux                                                                   | 28 juli 2020      | Provence-Alpes-Côte d'Azur                       | 859               | 88 215                 | 102,7                      | R56                |
| Parc naturel régional Corbières-Fenouillèdes                                                            | 4 september 2021  | Occitanie                                        |                   |                        |                            |                    |
| Parc naturel régional du Doubs horloger                                                                 | 4 september 2021  | Bourgogne-Franche-Comté                          |                   |                        |                            |                    |
| Parc naturel régional de la Vallée de la Rance-Côte d'Émeraude                                          | 19 oktober 2024   | Bretagne                                         |                   |                        |                            |                    |
| Totaal                                                                                                  |                   |                                                  | 89.280            |                        |                            |                    |

Zie ook:
- parken en reservaten